# Има (приток Порыша)
Има — река в России, протекает в Верхнекамском районе Кировской области. Устье реки находится в 89 км по левому берегу реки Порыш. Длина реки составляет 46 км. В 8,9 км от устья принимает слева реку Вьюк.
Исток реки на Верхнекамской возвышенности в урочище Има в 12 км к северу от посёлка Брусничный. Рядом с истоком находилась станция Има упразднённой Гайно-Кайской железной дороги, обслуживавшей Вятлаг. Исток находится на водоразделе Волги и Северной Двины, неподалёку от истока течёт Сысола. Има течёт на северо-восток, русло извилистое, всё течение проходит по ненаселённому заболоченному лесному массиву. Притоки — Имка (правый); Чучеришный, Вьюк, Песк (левые). Впадает в Порыш рядом с устьем реки Гудысь в 18 км к северо-западу от деревни Южаки. Ширина реки у устья около 15 метров.

## Данные водного реестра
По данным государственного водного реестра России относится к Камскому бассейновому округу, водохозяйственный участок реки — Кама от истока до водомерного поста у села Бондюг, речной подбассейн реки — бассейны притоков Камы до впадения Белой. Речной бассейн реки — Кама.
Код объекта в государственном водном реестре — 10010100112111100001259.